# Liste der Monuments historiques in Sainte-Lheurine
Die Liste der Monuments historiques in Sainte-Lheurine führt die Monuments historiques in der französischen Gemeinde Sainte-Lheurine auf.

## Liste der Bauwerke
| Bezeichnung         | Beschreibung              | Standort | Kennzeichnung | Schutzstatus | Datum | Bild           |
| ------------------- | ------------------------- | -------- | ------------- | ------------ | ----- | -------------- |
| Kirche Ste-Lheurine | Erbaut im 12. Jahrhundert | (Lage)   | PA00105198    | Classé       | 1913  | weitere Bilder |

## Liste der Objekte
| Bezeichnung            | Beschreibung           | Standort                          | Kennzeichnung | Schutzstatus | Datum | Bild |
| ---------------------- | ---------------------- | --------------------------------- | ------------- | ------------ | ----- | ---- |
| Zwei Gedenkinschriften | Stein, 16. Jahrhundert | in der Kirche Ste-Lheurine (Lage) | PM17000401    | Classé       | 1922  |      |